# Anzá
Anzá es un municipio de Colombia, localizado en la subregión Occidente del departamento de Antioquia. Limita al norte con los municipios de Caicedo y Santa Fe de Antioquia, al este con el municipio de Ebéjico, al sur con los municipios de Armenia y Betulia y al oeste con los municipios de Urrao y Caicedo. Su cabecera municipal está a 83 kilómetros de la ciudad de Medellín, capital del Departamento, y posee una extensión de 253 kilómetros cuadrados.

## División Político-Administrativa
Además, de la Cabecera municipal. Anzá posee un solo corregimiento: Güintar.

### Güíntar
El corregimiento de Güíntar  está ubicado al Occidente de la cabecera municipal, a una hora de viaje en carro aproximadamente. Su economía está basada en el cultivo del café; cuenta con una Institución Educativa con 5 centros educativos rurales anexas. Su población estimada es de unos 600 habitantes, su mayor actividad económica es la minería, café y ganadería.  El lugar se conoció en un principio como Guayabal.
Cuenta con la Fiesta de la Integración y la Cultura Güíntereña que permite la integración de sus habitantes y el fortalecimiento de sus lazos territoriales.
El corregimiento Güíntar se encuentra ubicado al occidente de la cabecera municipal de Anzá.
Limita al norte con el municipio de Caicedo, al oriente con las veredas La Cejita, La Cordillera y La Quiuná, al sur con el municipio de Betulia y al occidente con el municipio de Urrao.

### Reseña Histórica Güíntar
El lugar se conoció en un principio como Guayabal,  denominación quizá derivada de las plantaciones de guayaba a orillas de la principal de sus quebradas, La Manglara, llamada está La Niverengo en la cabecera municipal. 
Guayabal fue el nombre del corregimiento hasta 1950; desde entonces lleva su nombre actual, proveniente de la cercana Vereda Güíntarito, propiedad de una familia alemana que denunció minas de sal, a la cabeza de la cual estaba el señor Huiwter; por lo demás, se comenta que los campesinos no lograban pronunciar correctamente ese apellido de donde se colige Güíntar casi con seguridad es una degeneración fonética del mismo, hoy en día aceptada por todos.
La familia alemana en menciona abandonó la zona cuando las minas de sal pasaron a otros propietarios, entre ellos Benjamín Montoya y Sefora Gallo, quienes plantaron allí cultivos de caña y de maíz. Más adelante, las plantaciones fueron reemplazadas por café, producto predominante ahora en estas tierras. El corregimiento fue fundado por el señor Ambrosio Jaramillo junto con sus hijos Efraín y Germán, ayudados en dicho propósito por Octavio Torres y Joaquín García; todos ellos habían emigrado del Municipio de Caicedo hacia 1942, y en procura de mejores horizontes se establecieron en el lugar.
Poco a poco fueron llegando nuevos pobladores, sobre todo buscando oro, madera y minas de sal, al punto de conformarse un grupo homogéneo integrado por campesinos básicamente agricultores. En cuanto se refiere a su ubicación como parte que es del Municipio de Anzá, Güíntar se sitúa al occidente de su cabecera urbana, distante 21 kilómetros por carretera destapada. Sus habitantes gozan de clima medio templado, temperatura promedio de 18 Grados Centígrados, en terrenos cuya altitud asciende aproximadamente a 1.800 metros.
El corregimiento ocupa un área de 150 km2 aproximadamente, en una región montañosa provista de muy buenos recursos hídricos entre los cuales se destaca la Quebrada La Manglara (o Niverengo), con tierras naturalmente fértiles y aptas para labores agrícolas de todo tipo; la vegetación es variada, pero en los últimos tiempos han desaparecido algunas especies sobre todo como resultado del inadecuado tratamiento a las mismas por parte del campesino. 
Los límites geográficos de Güíntar se establecen así: por el oriente con la cabecera municipal de Anzá, por el occidente con el Municipio de Urrao, al norte con el Municipio de Caicedo y por el sur con el Corregimiento de Altamira, jurisdicción de Betulia.

Tomado de Cátedra municipal

## Vías de comunicación
El municipico está comunicado por carretera con los municipios de San Jerónimo y Santa Fe de Antioquia, y hacia el suroeste con los municipios de Caldas, Amagá, Betania, Concordia y Venecia, y con el corregimiento de Bolombolo.
Terrestres: Desde la ciudad de Medellín, capital del departamento de Antioquia, pasando por el túnel de Occidente, San Jerónimo, El Paso (cerca a Santafé de Antioquia) y luego tomando la Troncal del río Cauca hasta el Municipio de Anzá, el trayecto es de 82 kilómetro toda pavimentada, por esta vía operan dos empresas de servicio de transporte terrestre a saber Sotraurabá y Gómez Hernández que salen desde la Terminal del Norte.
Otra Ruta de acceso a nuestro municipio desde la ciudad de Medellín es por la vía al suroeste, Caldas, Amagá, Bolombolo, Anzá, para esta ruta opera Surandina de Transportes que sale desde la Terminal del Sur.
El municipio cuenta con otras vías Internas para comunicarse con el corregimiento de Güintar y algunas de sus veredas, de igual forma con los municipio de Caicedo, Urrao y el Corregimiento Altamira (Betulia).

## Transporte

### Transporte Interno
Debido a que la cabecera municipal de Anzá es relativamente pequeña, es raro encontrar automóviles en circulación. La mayoría de los habitantes se transporta en motocicleta o a pie. En la cabecera municipal, solo hay un punto donde se puede adquirir gasolina.

### Transporte Externo
La mayoría de las personas que salen o entran al municipio lo hacen en autobús, aunque algunas también utilizan chivas o mototaxis.

## Economía
- Agricultura, especialmente café
- Ganadería
- Minería
- Artesanías: se fabrican objetos en barro y bejuco.

Nuestra Economía está basada en cultivos de Café y explotación de la ganadería como fuente principal de ingresos de los habitantes del municipio, de igual forma existen otras actividades económicas en un menor renglón, de las cuales podemos citar, cultivos de pan coger como maíz, frijol, yuca, plátano y con una producción en expansión del cultivo de frutales Mango y cítricos, estas actividades se realizan en mayor proporción en las zonas altas y medias del municipio, mientras que la ganadería su explotación considerable se desarrolla en las riveras del río cauca y partes bajas del municipio.
Otras de las actividades importantes del municipio son el comercio, la pesca y explotación minera ( Oro y Yeso.

## Historia
Es uno de los asentamientos más antiguos de Antioquia. Los datos históricos unos claros y otros no tanto, dan cuenta de un poblamiento de la zona desde aproximadamente 1560, desde que inicia el poblamiento español desde Santa Fe de Antioquia y la explotación aurífera de lo que entonces se le dio el nombre de “río Arriba del Cauca”,  con el trabajo a cargo de esclavos y de una muy poca población blanca pobre, de las ricas minas de oro que abarcaban desde la Noque hasta la sinifaná. Estas tierras fueron entregadas inicialmente al Capitán Francisco de Guzmán y Céspedes en 1560 a través de las “mercedes” de tierras por parte del reino español.
Para mediados del siglo XVIII, ya había un núcleo grande de población en el sitio de Anzá, “rio arriba de Cauca” al crearse por decreto 31 de diciembre de 1757, el partido de Anzá, siendo gobernador el capitán general de la provincia José Varón de Chávez” desde quebrada seca hasta el san Juan, incluyendo todas sus vertientes. Para 1773 se conformó en curato al erigirse por decreto del 21 de enero de ese año en parroquia, separada de sacaojal y de santa fe de Antioquia, por el entonces obispo de Popayán “exigimos y criamos el sitio de Abejico y al sitio de Anzá al sitio de Sacaojal en dos parroquias con total separación del curato de Santa fe de Antioquia” (Uribe Ángel, 1987), posteriormente fue refrendada con un nuevo decreto del 6 de abril de 1773 “pasados todos los exámenes de oposición a la creación de estos curatos se aprobó y erigió el curato de Anzá el 14 de julio de 1773” 
Lo que sí se puede colegir es que en la zona se empezó a explotar después de la fundación de la ciudad de Antioquia, ya que hacía parte de su jurisdicción. Debido a esto se tuvo una ocupación gradual por parte de los primeros colonos que tenían minas y haciendas en las cercanías y con las numerosas cuadrillas de esclavos de éstos; fue la población negra de estas cuadrillas quienes realmente iniciaron el poblado con la consecución de solares en donde hacer sus viviendas.
Anzá fue erigido municipio en 1813. Cabe destacar, que la fundación o conformación del poblado que posteriormente se constituyó en Anzá, surge y están muy relacionados con la ciudad de Santa Fe de Antioquia, pues allí vivían la gran mayoría de los poseedores de las tierras del “rio arriba de cauca”.

## Geografía
El espacio territorial correspondiente al Municipio de Anzá se halla localizado en la región suroccidental del Departamento de Antioquia, al noroccidente del país. El sector más poblado, zona urbana o cabecera municipal, se sitúa sobre una pequeña colina de la cual deriva sus denominaciones de Mirador del Cauca, y Sitio de Gente Libre. Limita al norte con los municipios de Caicedo y Santafé de Antioquia; al sur con el Corregimiento Altamira (Municipio de Betulia) y el Municipio de Armenia Mantequilla; al oriente con el Corregimiento Sevilla (Municipio de Ebéjico), Río Cauca de por medio; y al occidente con el Municipio de Urrao por su corregimiento de Guintar.
Con relación a la altitud sobre el nivel del mar, el municipio presenta tres clases de suelos, así: las partes
bajas o laderas del Cauca, constituidas por sedimentos y materia orgánica; la parte media, menos fértil
debido en gran parte a la tala de bosques y a la aridez de los suelos; y la parte alta, aún más fértil puesto
que ecológicamente es una región que se conserva equilibrada. Igualmente presenta tres zonas
ecológicas definidas; ellas son:
Bosque Seco Tropical (BS - T), entre los 0 y 100 metros de altitud, con temperatura promedio de:
24 °C y una precipitación media anual de 1.000 a 2.000 mm. Está ubicada a lo largo de la
Cuenca del Río Cauca.
Bosque Húmedo Subtropical (BH - ST), donde se advierten alturas entre los 900 y 2.100 metros con
temperaturas críticas de 24 °C, con una precipitación media anual entre los 1.000 y los 2.000
mm. Abarca para Anzá los sectores suroeste y noreste del municipio.
Bosque muy Húmedo Subtropical (BMH - ST), cuya precipitación oscila entre los 2.000 y 4.000
mm anuales; se sitúa en la banda media de la Cordillera Central abarcando los municipios de
Anzá, Antioquia, Olaya, Liborina y Sabanalarga.
Hidrográficamente, el Municipio de Anzá está bañado, de sur a norte, en toda su extensión, por
el Río Cauca a cuyas aguas desembocan numerosos arroyos, además de las siguientes quebradas en este mismo orden:
| Nombre            | Área de la cuenca (solo en el municipio) apx | % del municipio | Número de Strahler | Veredas que recorre                                                     | Afluentes directos e indirectos solo en Anzá | Notas                                       |
| ----------------- | -------------------------------------------- | --------------- | ------------------ | ----------------------------------------------------------------------- | --- | ------------------------------------------- |
| Purco             | 12,7 kilómetros cuadrados                    | 5,00%           | 4                  | Quiuná, El Encanto, Monterredondo, La Choclina, Vendiagujal             | La Causala, la Tapada, La Colombia, Zainos, la Popala, San Francisco y los Chorros | Límite con Betulia                          |
| Quiuná/Torito     | 50 kilómetros cuadrados                      | 19,5%           | 5                  | La Ciénaga, Quiuná, La Quiebra, Las Lomitas, Vendiagujal                | El Bosque, la Chorquina, el Granero (que recoge a la Llorona y el Silencio), los Amagos, Cañafisto, los Colorados y la Cañaduzala. |                                             |
| Cañada del diablo | 1,74 kilómetros cuadrados                    | 0,68%           | 2                  | Vendiagujal                                                             | Piñones |                                             |
| Niverengo         | 83, 3 kilómetros cuadrados                   | 32,53%          | 5                  | La Chuscalita, La Ciénaga, Güintar, El Pedrero, La Quiebra, Vendiagujal | - La fuente formadora La Manglara (que recoge al Nevado, Guamal, Careperro, la Chuscalita y la Algodona). - La fuente formadora La Venadera (que recoge a los Chorros, Maracaibo, la Selva, la Secreta y la Guinea). El Gallo, la Manga, la Blanquizala (que recoge a Cañada Honda y Palmitas), el Chocho, La Charrascala, La Guaimarala, Matasanos, el Pedrero, El Alto, El Tormento y La Zarza. | Cuenca más grande del territorio            |
| Sapera-Palma      | 5,17 kilómetros cuadrados                    | 2,02%           | 3                  | El Pedrero, Cabecera municipal                                          | - La fuente formadora La Sapera (que recoge a la Anzá, Quebradarriba, Llanadas, la Pachacana y el Guásimo). - La fuente formadora La Palma (que recoge a la Hondura, Palmitas, el Cedro o Túnel del Amor y los Naranjos). |                                             |
| Santo Domingo     | 0,7 kilómetros cuadrados                     | 0,27%           | 2                  | Cabecera municipal                                                      | Santo Dominguito y la Amargura. |                                             |
| Puria             | 18,6 kilómetros cuadrados                    | 7,27%           | 4                  | La Cordillera, La Cejita, El Pedrero, Higuiná                           | Potrerito, la Zarzala, La Parra (que recoge a la Chiquita y Santa Rosa) y la Camaleonada. | Fuente abastecedora del acueducto municipal |
| Pitanjá           | 16,6 kilómetros cuadrados                    | 6,48%           | 4                  | La Cejita, Nudillo, Valerio, Higuiná                                    | La Chuscala y El Valerio. |                                             |
| Conchital         | 0,5 kilómetros cuadrados                     | 0,20%           | 2                  | Higuiná                                                                 | Arroyo Seco |                                             |
| Leona             | 0,4 kilómetros cuadrados                     | 0,16%           | 2                  | Higuiná                                                                 | Ibarrita |                                             |
| Noverón           | 4,3 kilómetros cuadrados                     | 1,68%           | 3                  | Valerio, Higuiná                                                        | Santa María, Guamal y Pitayala (que recoge a El Guaímaro). |                                             |
| Higuiná           | 35 kilómetros cuadrados                      | 13,67%          | 4                  | Los Llanos, Nudillo, La Cejita, Valerio, Higuiná                        | Las Peñas, Las Tapias (que recoge a La Ciénaga), La Cumbre (que recoge a la Juanes), La Matica, Buenos Aires, Pantanillo (que recoge a Guaimaral), La Brichí (que recoge a La Mata, La Narri, La Chiquita y Los Pirves) y El Palmar. |                                             |
| Noque             | 15 kilómetros cuadrados                      | 5,86%           | 5                  | La Mata, Higuiná                                                        | La Salazar (límite con Caicedo), el Chocho, el Columpio y La Cienagueta. | Límite con Santa Fe de Antioquia            |

      las cuencas grandes del municipio,      las cuencas medianas-grandes,      las cuencas medianas-pequeñas,      las cuencas pequeñas.

## Demografía
Población Total: 7 010 hab. (2018)
- Población Urbana: 1 258
- Población Rural: 5 752

Alfabetismo: 76.0% (2005)
- Zona urbana: 84.5%
- Zona rural: 74.3%

### Etnografía
Según las cifras presentadas por el DANE del censo 2005, la composición etnográfica del municipio es: 
- Mestizos & Blancos (99,5%)
- Afrocolombianos (0,5%)

## Fiestas
- Fiestas Patronales de San Francisco, en el mes de octubre
- Semana Santa, sin fecha fija en el mes de marzo o principios de abril

Fiestas del cacique CURUMÉ y bicentenario junio - julio de 2013
- Fiestas de la Virgen del Carmen, 16 de julio.
- Fiestas de la Integración y la cultura Güíntareña (Estas fiestas se celebran en el corregimiento de Güíntar)

## Sitios de interés
Patrimonio histórico artístico:
- Iglesia parroquial. Obra de estilo colonial, con hermosa fachada, data del año 1.773.

Patrimonio natural y destinos ecológicos:
- Cascada Torito. Se encuentra en el Paraje Torito a 5 km de la cabecera
- Quebrada de La Puria. Se encuentra a 2 km de la cabecera.